# فرودگاه کوفس هاربر
فرودگاه کوفس هاربر (به انگلیسی: Coffs Harbour Airport) یک فرودگاه همگانی با کد یاتا CFS است که یک باند فرود آسفالت دارد و طول باند آن ۲۰۸۰ متر است. این فرودگاه در کشور استرالیا قرار دارد و در ارتفاع ۵ متری از سطح دریا واقع شده‌است.

## شرکت‌های هواپیمایی و مقصدهای پروازی
| شرکت‌های هواپیمایی                             | مقصدهای پروازی |
| --------------------------------------------- | -------------- |
| Fly Corporate                                 | بریزبن         |
|                                               |                |
| کانتاس‌لینک اجرا توسط ایسترن استرالیا ایرلاینز | سیدنی          |
| Tigerair Australia                            | ملبورن، سیدنی  |
| ویرجین استرالیا                               | سیدنی          |

### Statistics
| Year    | Total passengers | Aircraft movements |
| ------- | ---------------- | ------------------ |
| 2004-05 | 273,449          | 7,011              |
| 2005-06 | 322,206          | 7,954              |
| 2006-07 | 323,565          | 7,870              |
| 2007-08 | 337,698          | 7,436              |
| 2008-09 | 321,678          | 7,143              |
| 2009-10 | 323,687          | 7,129              |
| 2010-11 | 341,116          | 6,928              |